# 미나모토노 사네토모
미나모토노 사네토모(일본어: 源 実朝 1192년 ~ 1219년)는 가마쿠라 막부의 제3대 쇼군이다. 초대 쇼군 미나모토노 요리토모의 차남이며, 2대 쇼군인 형 미나모토노 요리이에가 쫓겨난 뒤 외가 친척인 호조씨가 옹립했다. 따라서 실질 권력은 호조 씨를 비롯한 효조슈(評定衆)가 쥐었고, 그나마도 1219년 쓰루가오카 하치만구에서 조카인 구교(公曉)에게 사네토모가 암살당한다. 사네토모에겐 후사가 없었고 조카들도 암살의 장본인인 구교는 물론 다른 조카들까지 호조 씨가 주살하는 등, 가마쿠라 막부 직계 혈통이 단절돼 차기 쇼군은 교토에서 데려와야 했다. 그는 당대 문화인이자 교양인으로서 오구라 백인일수(小倉百人一首)에선 가마쿠라 우대신(鎌倉右大臣)으로 불렸다. 그의 작품 중 아직도 92수의 와카(和歌)가 전하며 《긴카이와카슈》(金槐和歌集)이라는 개인 노래집도 남아있다.

## 생애

### 쇼군 취임
겐큐(建久) 3년(1192년) 8월 9일 미시에 미나모토노 요리토모의 차남으로서 가마쿠라 나고시(名越)에 있던 호조 도키마사(北條時政)의 저택 하마 고쇼(浜御所)에서 태어났다. 아명은 센만(千幡). 어머니는 요리토모가 이즈에 유배되어 있던 시절에 아내로 맞은 호조 마사코(北條政子). 유모는 마사코의 여동생 아와노 쓰보네(阿波局)가 선택되어 다이니노 쓰보네(大貳局) 등 고쇼에 배속되어 있던 여방(女房)들이 그 시중을 맡았다. 센만은 태어날 때부터 많은 의식에서 축하를 받았는데, 12월 5일에 요리토모는 센만을 안고 고케닌들 앞에 나타나, "모두 한 뜻이 되어 이 아이의 장래를 수호하라"며 고케닌들 한 사람 한 사람이 센만을 안아보도록 했다고 한다.
겐큐 10년(1199년)에 아버지 요리토모가 죽고 형 요리이에가 쇼군직을 이었다. 겐닌(建仁) 3년(1203년) 9월에 일어난 히키 요시카즈(比企能員)의 변으로 요리이에는 쇼군직을 잃고 이즈(伊豆) 국으로 쫓겨났다. 어머니 마사코 등은 조정에 대해서는 9월 1일에 요리이에가 죽었다는 허위 보고를 올리면서 아우 센만이 쇼군직을 잇도록 허락해줄 것을 요구했고, 조정은 7일에 사네토모를 종5위하 세이이타이쇼군으로 임명했다. 10월 8일, 도토미(遠江)에서 12세에 원복을 치르고 사네토모라고 칭한다. 이때 원복 의식에 참석한 고케닌은 오오에노 히로모토(大江広元), 오야마 도모마사(小山朝政), 아다치 가게모리(安達景盛), 와다 요시모리(和田義盛) 등 1백여 명으로, 외할아버지 호조 도키마사가 상투를 틀어올려 주고 관은 히라가 요시노부(平賀義信)가 씌웠다. 24일에는 일찍이 아버지가 맡았던 우효에노스케(右兵衛佐)로 임명되었다. 이듬해 형 요리이에는 호조씨들이 보낸 집행관들에 의해 처형됐다.
겐큐(元久) 원년(1204년) 12월, 교토에서 보몬 노부키요(坊門信淸)의 딸 노부코(信子)를 정실로 맞이한다. 정실은 처음에는 아시카가 요시카네(足利義兼)의 딸이 거론되었으나, 사네토모는 허용하지 않고 사자를 교토에 출발해 아내를 요구했다. 겐큐 2년(1205년) 1월 5일에 정5위하에 서임되고 29일에는 가가노스케(加賀介)를 겸해 우콘노에노곤노츄조(右近衛權中將)에 임명되었다.

### 호조씨 정권
6월, 하타케야마 시게타다의 난이 일어난다. 사네토모의 외숙부 호조 요시토키ㆍ도키후사(時房), 와다 요시모리 등이 난 진압 후 논공은 마사코가 했고, 어린 사네토모는 전혀 관여하지 못했다. 윤7월 19일 도키마사 저택의 어린 사네토모를 폐하려 한다는 마키노 카타(牧の方)에 대한 음모설이 가마쿠라에 퍼졌다. 사네토모는 어머니 마사코의 명을 받은 고케닌 등의 호위를 받으며 외삼촌 요시토키의 저택으로 피했다. 마키노 카타의 남편이자 사네토모의 외할아버지인 도키마사가 황급히 군사를 모았지만 군사들은 이미 요시토키에게 가담한 후였다. 20일에 도키마사는 2대 쇼군 요리이에를 죽였던 바로 그 슈젠사(修禪寺)로 유배돼 출가의 형식으로 목숨만 건졌고, 싯켄직은 자신의 아들 요시토키가 이었다. 이를 마키씨 사건으로 불린다.
9월 2일에 《신고킨와카슈》(新古今和歌集)를 교토에서 가져오게 했다. 이는 아직 공개된 것이 아니었음에도 아버지 요리토모가 지은 와카가 실려있다는 말에 사네토모는 계속해서 이를 보고싶어 했다고 한다. 겐에이(建永) 원년(1206년) 2월 22일에 종4위하가 되었고, 10월 20일에는 어머니의 명에 따라 형 요리이에의 차남 센자이(善哉, 구교)를 양자로 삼았다. 11월 18일에 근사(近仕)를 맡은 아즈마 시게타네(東重胤)가 가마쿠라에 갔다. 시게타네는 휴가를 얻어 시모우사 국에 가서 오랫동안 돌아오지 않았는데, 사네토모가 와카를 지어 보내며 시게타네를 불렀지만 이에 대한 답이 늦자 마침내 그에게 칩거를 명했다. 12월 23일, 시게타네는 요시토키의 저택을 방문해 칩거생활의 비탄을 토로했고, 와카를 지어 자신의 처지를 호소해보라는 요시토키의 제안대로 와카 한 수를 읊었다. 요시토키는 시게타네를 데리고 사네토모의 저택으로 가서 그 와카를 사네토모에게 보이며 시게타네를 변호했고 사네토모는 시게타네가 바친 와카를 세 번 읊어본 다음 문 밖에서 기다리고 있던 시게타네를 불러들여 그를 사면했다고 한다.
죠겐(承元) 원년(1207년) 1월 5일에 종4위상이 되었는데, 이듬해(1208년) 2월에 천연두에 걸렸다. 목숨은 잃지 않았지만, 이 때문에 얻은 병의 상처를 부끄러워하여 여지껏 꾸준히 시행하던 쓰루가오카 하치만구 참배를 3년 동안 중단하기도 했다. 12월 9일, 정4위하에 오른다. 죠겐 3년(1209년) 4월 10일, 종3위가 되고 5월 26일에는 우콘노에노츄조(右近衛中將)에 임명되었다. 7월 5일, 교토의 후지와라노 사다이에(藤原定家)에게 자신이 읊은 와카 30수에 대한 평을 청했다. 11월 14일에 싯켄 호조 요시토키가 자신의 노토(郎從) 가운데 공이 있는 자를 사무라이로 삼아주기를 바랬지만 사네토모는 거절했다. 이후 호조씨의 케닌들은 미우치히토(御內人)로 불리며 막부에서 권세를 휘두르게 된다.
겐랴쿠(建曆) 원년(1211년) 1월 5일, 정3위가 되었으며, 18일에는 미마사카노곤노카미(美作権守)를 겸하게 되었다. 9월 15일에 앞서 양자로 맞이했던 센자이가 출가하여 '구교(公曉)'라 칭하고, 22일에는 수계를 받기 위해 교토로 갔다. 겐랴쿠 2년(1212년) 6월 7일, 사무라이도코로(侍所)의 건물 안에서 숙직하던 고케닌의 사소한 말다툼이 마침내 칼을 빼어 싸우기에 이르고 사망자까지 나오는 사건이 나자, 사네토모는 유혈이 낭자한 사무라이도코로의 건물을 불쾌하고 끔찍하게 여기고 헐어버리려 했다. 지바 쓰네타네(千葉成胤)는 무가의 도료(棟樑)인 사네토모가 피나 죽음을 불결하게 여기는 것에 대해 충고했지만, 결국 7월 9일, 재차 사무라이도코로의 건물을 부수고 새로 짓도록 명했다. 12월 10일에 사네토모는 종2위에 올랐다.

### 와다 합전
겐포(建保) 원년(1213년) 2월 16일, 요리이에의 어린 아들을 쇼군으로 옹립하고 호조 요시토키를 토벌하려던 고케닌들의 계획이 발각되어 가담자들이 잡혀들어 왔는데(이즈미 지카히라泉親衡의 난), 그 가운데는 사무라이도코로벳토(侍所別當)을 맡는 와다 요시모리의 아이인 요시나오, 요시시게 등도 있었다. 20일에 죄수인 소노다 나리토모(薗田成朝)의 도망이 분명해진다. 26일, 죽을 죄를 명받은 셋카와 가네모리(澁河兼守)가 읊은 단가를 보고 그의 잘못을 용서했지만, 27일에 대부분의 모반인을 유배형에 처했다. 그 날 정2위에 오른다. 3월 8일, 와다 요시모리가 고쇼에 참배해 대면한다. 사네토모는 요시모리의 공로를 생각해 요시나오와 요시시게의 죄를 용서했다. 9일에 요시모리는 일족을 거느리고 다시 고쇼를 찾아와 조카인 다네나가(胤長)의 사면을 청했지만 사네토모는 다네나가가 장본인이라는 이유를 들어 거절하고, 이를 전한 요시토키는 와다 일족의 앞에 묶인 다네나가를 데리고 왔다고 한다.
4월에 와다 요시모리가 반역을 꾀한다는 소문이 퍼졌다. 5월 2일 아침에 요시모리가 군사를 일으켰다는 말에 요시토키는 얼른 마사코와 사네토모의 아내를 하치만구로 피신시켰다. 유시에 요시모리의 군사는 막부의 치소인 고쇼를 포위하고 고쇼에 불을 질렀다. 여기서 사네토모는 화재를 피해 요리토모의 묘소인 법화원에 들어갔다. 3일에도 싸움은 끝나지 않고, "여러 사람이 한데 모여 적을 쳤지만 적은 더욱 강해지기만 한다"는 보고가 도착한다. 놀란 사네토모는 만도코로에 있던 오오에노 히로모토를 불러들여 발원문을 짓게 한 다음 자필로 와카를 두 수 더해서 하치만구에 봉납했고, 유시에 요시모리는 진압되어 전투는 끝났다. 5일에 고쇼로 돌아온 사네토모는 사무라이도코로벳토의 후임으로 요시토키를 임명하고 그 외에도 다른 논공행상도 이루어졌다(와다 전투).
9월 19일, 고케닌 하타케야마 시게타다(畠山重忠)의 막내아들로 닛코(日光)에 살던 쥬케이(重慶)가 모반을 기획한다는 보고가 들어왔다. 사네토모는 나가누마 무네마사(長沼宗政)에게 그를 생포하도록 명했는데, 21일에 무네마사는 쥬케이의 목을 베어가지고 왔고 사네토모는 "시게타다가 죄없이 처형당했으니 그 막내아들이 몰래 딴 마음을 품는 것도 이상할 것이 없는데, 우선 산 채로 잡아놓고 그때 결정해도 늦지 않을 것을 목숨까지 빼앗아 버렸으니 이는 경솔한 죄이다"라며 탄식하며 무네마사의 출근을 금했다. 이에 무네마사는 눈을 부릅뜨고 "그가 반역한 것은 의심할 여지가 없으며, 산 채로 잡아왔다면 아녀자들이 나서서 호소하여 이를 풀어줄 것 같아 목을 베었는데, 충절을 이렇게 가볍게 여기시니 앞으로 이런 일이 또 생긴다면 곤란할 것은 누구겠는가"라 말했다고 한다. 윤9월 16일, 형 오야마 도모마사의 요청으로 사네토모는 무네마사를 용서했다.

### 송나라에 대한 관심
11월 23일, 후지와라노 사다이에로부터 《만요슈》(萬葉集)가 도착했다. 히로모토로부터 이를 전해받은 사네토모는 "이보다 더한 보물은 없을 것이다"라며 애지중지했다고 한다. 한편 같은 날 중개역 아스카이 마사쓰네(飛鳥井雅經)가 이전부터 호소해왔던 이세(伊勢)의 지토(地頭)의 비행을 그치도록 했다. 《금괴화가집》도 이 무렵에 성립된 것으로 여겨진다. 겐포 2년(1214년) 5월 7일에는 엔랴쿠지(延曆寺)에서 태워버린 온죠지(園城寺)를 재건하게 했다. 6월 3일에 여러 쿠니에서 가뭄으로 근심하는 가운데 사네토모는 비를 빌며 법화경을 전독했고 이틀 뒤인 5일에 비가 내렸다. 13일에는 간토의 고료(御領)에서 바치는 연공을 3분의 2로 줄이게 했다. 겐포 4년(1216년) 3월 5일, 마사코의 명으로 요리이에의 딸(훗날의 다케노 고쇼)를 양녀로 맞이했다.
6월 8일에는 송(宋)에서 진화경(陳和卿)이 가마쿠라에 도착, "장군께서는 권화(權化)의 환생이시라 귀하신 용모를 직접 뵙고자 합니다."라고 말한다. 진화경은 도다이지(東大寺) 대불전의 재건을 지휘한 송의 승려이자 기술자로, 15일에 고쇼에서 사네토모를 대면한 진화경은 사네토모에게 세 번 절하고 눈물을 흘렸다. 의심하는 사네토모에게 진화경은 "당신께서는 옛날 송조 의왕산(醫王山)의 장로셨고 그때 제가 문하에 있었습니다." 라고 말한다. 사네토모는 언젠가 꿈에서 본 고승이 같은 이야기를 했던 것을 떠올리고, 여지껏 그 꿈을 아무에게도 발설한 적이 없었기에 진화경이 하는 말을 그대로 믿었다고 한다.
6월 20일에는 곤노츄나곤(權中納言)이 되었고, 7월 21일에는 사콘노에노츄조(左近衛中將)를 겸했다. 9월 18일에 호조 요시토키와 오오에노 히로모토는 몰래 만나서 사네토모의 승진 속도를 걱정하며, 20일에 히로모토는 요시토키의 사신이라 칭하며 고쇼를 찾아와 "자손의 번영을 위해서는 지금의 관위가 아니어도 세이이타이쇼군의 지위만으로 충분합니다. 곧 고령이 되실 텐데 대장을 겸하시는 것이 급한 일입니까?" 라며 충고했지만, 사네토모는 "겐지의 정통이 지금 나날이 줄고 있어 자손이 이를 잇지 못할 지경" 이라고 대답한다. 히로모토는 더 말하지 않고 물러나 이를 요시토키에게 전했다.
11월 24일, 자신의 전생의 거처라 믿은 송의 의왕산을 참배하고자 진화경에게 당선(唐船) 건조를 명한다. 요시토키와 히로모토는 줄곧 이에 대해 충고했지만 사네토모는 듣지 않았는데, 겐포 5년(1217년) 4월 17일에 완성된 당선을 유이가하마에서 바다에 띄웠지만 배는 떠오르지 못하고 그대로 모래뻘에서 썩어버렸다고 한다. 또한 사네토모는 송의 능인사(能仁寺)에서 불사리를 모셔다 엔가쿠지(円覺寺)의 사리전에 모시기도 했다. 5월 20일에는 한 수의 와카와 함께, 은상이 적은 것을 근심하던 기노 야스쓰나(紀康綱)에게 빗츄 국의 영지를 주었는데 시를 짓고 느낀 바가 있어서라고 한다. 6월 20일, 온죠지에서 배우고 있던 구교가 가마쿠라로 돌아와 마사코의 명을 받고 쓰루가오카 하치만구(鶴岡八幡宮)의 벳토가 되었다. 또한 가즈라야마 가게토모(葛山景倫)에게 이 때 송나라로 갈 것을 명하고 있다.

### 죽음
겐포 6년(1218년) 1월 13일, 곤노다이나곤으로 임명되었다. 2월 10일에는 교토 조정에 우다이쇼(右大將) 임관을 요구했다가 다시 재차 사다이죠(左大將)으로 고쳤다.(아버지 미나모토노 요리토모는 우다이쇼였다) 3월 16일, 사콘노에노다이쇼(左近衛大將)와 사바료노고칸(左馬寮御監)을 겸한다. 10월 9일에 내대신(內大臣)을 겸하게 되고 12월 2일에는 구조 요시스케(九條良輔)의 죽음으로 우다이진(右大臣)으로 옮겼다. 무사로서 우다이진이 된 것은 이것이 처음이었다. 21일에는 승진을 경축하기 위한 이듬해의 쓰루가오카 하치만궁 배하로 고토바 상황으로부터 의복이며 수레 등이 하사되었다. 26일에는 병사를 거느리고 재판을 행했다.

사네토모를 암살하는 구교. 메이지 시대의 풍속화.

겐포 7년(1219년) 1월 27일, 눈이 두 자 정도 쌓인 날에 하치만구 배하를 행했다. 고쇼를 출발해 하치만구의 사쿠라몬(櫻門)에 이르렀을 때, 호조 요시토키는 컨디션 불량을 호소하며 자신의 다치모치(太刀持ち, 호위) 역할을 앞서 교토에서 가마쿠라로 와서 사네토모의 와카 스승 역할을 맡고 있던 문장박사 미나모토노 나카아키라(源仲章)에게 넘겼다. 사네토모가 밤늦게 참배를 마치고 물러나오는데, "부모의 원수는 이렇게 갚는 것이다!"라 외치며 달려든 구교에게 습격당해 그 자리에서 사망했다. 향년 28세(만26세)였다. 구교는 그 다음으로 나카아키라를 찔러 죽였는데 이는 원래 타치모치로 정해져 있던 요시토키가 목표였지만 요시토키 대신 나카아키라가 죽은 것이다. 사네토모의 목은 구교가 가지고 가버렸고 구교는 자신의 후견인인 빗추 아자리의 유키노시타 기타가야 승방에서 식사를 하는 동안에도 내내 목을 쥔 손을 놓지 않았다고 하며, 같은 날 구교는 싯켄 요시토키가 보낸 나가오 신로쿠 사다카게(長尾新六定景)에게 체포되어 잡혀 죽었다.
예견이 있었는지, 출발할 때 오오에노 히로모토는 눈물을 흘리며 "성인이 된 이래 눈물 한 번 흘린 적이 없는데 요즘 들어서는 눈물이 잦아 멈출 수가 없으니 이는 예사로운 일이 아니옵니다. 속대(束帶, 관복) 밑에 복대를 대고 가소서."라고 말했지만, 나카아키라가 "대신(大臣), 대장(大將)에 오른 사람이 그렇게 한 선례가 없소."라고 대답하는 바람에 그만두었다고 한다. 또 이발하는 사람에게 '기념'이라며 머리카락 한 올을 주기도 했다. 뜰의 매화를 보고 사네토모가 읊었던 "내가 나가고 주인 없는 집이 된다고 해도/처마 끝의 매화여 봄을 잊지는 마라"(出でいなば 主なき宿と 成ぬとも 軒端の梅よ 春をわするな)라고 읊었던 와카는 그의 마지막 사시(死時)가 되었고, 이후 금기의 노래로 평가되었다. 사네토모가 구교에게 살해된 장소는 하치만구의 돌계단 혹은 돌다리라고도 하고, 또 문 아래 커다란 은행나무 뒤에 구교가 숨어 있었다고도 하나 이는 후세의 창작으로 신빙성이 부족하다. 《죠큐기》에 의하면 첫 번째 일격은 홀에 맞았는데, 그 다음 칼에 베여 죽으면서 "히로모토의 말을 들을 것을" 하고 절명했다고 한다.

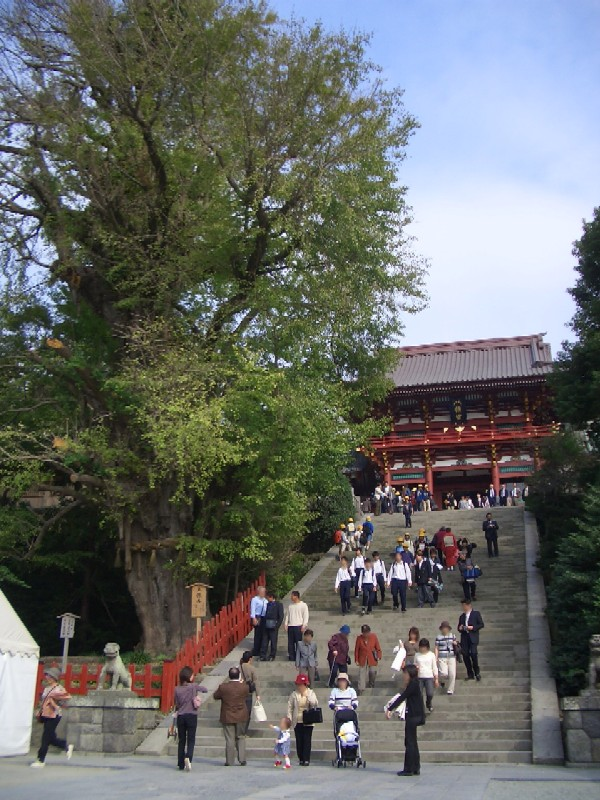
쓰루가오카 하치만구 앞의 큰 은행나무. 구전에는 구교가 이곳에 숨어있었다고 한다. 지금은 부러졌다.

28일, 사네토모의 아내는 머리를 깎고 고케닌 1백여 명과 함께 출가했다. 사네토모의 유해는 승장수원(勝長壽院)에 묻혔지만 목은 끝내 발견되지 않아 앞서 기념으로 주었던 머리카락을 머리 대신 묻었다고 한다. 이 때 송으로 갈 것을 명받았던 가즈라야마 가게도모는 부보를 듣고 명복을 빌러 고야산에 올랐고 그 충심을 인정한 호조 마사코로부터 와카야마(和歌山)의 유라(由良)에 사이호우지(西方寺, 훗날의 고고쿠지(興國寺). 일본에 퉁소가 전래되었다는 땅)를 하사받았다. 사네토모에게는 아이가 없었기에, 그의 죽음으로 겐지 쇼군 및 가와치 겐지 도료의 혈통은 영원히 끊기고 말았다.

## 근년의 연구
흔히 미나모토노 사네토모는 가마쿠라 내에서 친교토적인 입장에 있었다고 한다. 고토바 상황은 특히 사네토모에게 호의적이었고 그의 승진에 편의를 도모했던 것도 고토바 상황이었다. 하지만 한편으로 상황이 요구한 지토 해임 요구를 "돌아가신 우다이쇼께서 정하신 지토는 문제가 없는 한 해임할 이유가 없다"며 사양했고, 사이온지 기미쓰네(西園寺公經)가 우콘노에노다이쇼에서 해임되었을 때는 상황의 잘못을 지적하며 충고하기도 한다. 또한 준토쿠 천황(順德天皇)의 구란도(藏人)로 임명된 오에노 도키히로(大江時廣)가 가마쿠라에서의 직무를 소홀히 하고 교토로 돌아오려는 것을 "고케닌이면서 가마쿠라를 경시하고 있다"며 나무라기도 했다(《아즈마카가미》 겐포 6년 8월 20일조). 상황이 사네토모의 죽음을 호기로 보고 조큐의 난을 단행한 것만 봐도 그저 '친(親)조정파 쇼군'으로 판단하는 것은 섣부른 판단이다.
사네토모의 아버지 미나모토노 요리토모는 자신의 딸을 고토바 천황(요리토모 자신이 살아있을 당시에는)의 비(妃)로 들이려 시도하는 등 막부의 기반을 다지는데 조정을 이용하고자 했던 측면이 있었는데, 상황에 대한 사네토모의 접근은 요리토모의 구상을 계승한 것으로도 해석할 수 있다. 또한 사학자 우와요코테 마사노리(上橫手雅敬) 이래로 사네토모에게는 자신의 후계로 '황족 쇼군'을 조카로 맞이하려는 구상이 있었던 것이 지적되었으며, 급격한 관위 승진도 그것을 위한 포석 깔기의 측면이 있었다(형식상으로라도 황족의 부친이 되기 위해서는 대신급 관위가 필요했다)는 견해가 있다(가와치 쇼스케, 河内祥輔). 하지만 가마쿠라 막부의 성립 이후, 무사 계층이 점차 그들의 정치적 힘에 자신을 가지기 시작하면서 조정이나 귀족에 의한 지배를 거절하는 태도를 보다 명확히 하게 되었고, 그 중심에 선 고케닌들은 극단적인 관위 승진 등을 조정을 중시하는 자세, 즉 조정에 대한 저자세로 받아들였고 이것이 결국 사네토모 암살로까지 이어지게 되었던 것이라는 설도 있다.

## 기타
- 일본의 소설가 아쿠타가와 류노스케는 1927년에 펴낸 《문예적인, 너무도 문예적인》에서 미나모토노 사네토모를 가리켜 "정치가로써는 실패했지만 예술가로써는 성공했다"고 평가했고, 다자이 오사무는 1943년 9월 미나모토노 사네토모를 다룬 《우대신 사네토모》라는 소설을 쓴 바 있다.
- 일본의 하이쿠 시인 마사오카 시키는 1898년(메이지 31년) 2월부터 신문 「일본」(日本) 지면상에 발표했던 가론(歌論) 《가인에게 보내는 편지》(歌よみに与ふる書)에서 사네토모의 와카를 극찬하며 다음과 같이 말했다. 
말씀하신 바와 같이 근래에 들어 와카(和歌)는 전혀 부흥되지 않았습니다. 솔직하게 말씀드리자면 만요(萬葉) 이래, 사네토모의 와카를 제외하고는 볼 만한 것이 나오지 않았습니다. 사네토모라는 이는 삼십이 채 못 된, 이제부터 한창 일할 수 있는 나이에 어이없이 최후를 마치셨는데 참으로 유감스럽습니다. 그분으로 하여금 다시 십년만 더 살게 했더라면 좋은 와카를 얼마나 많이 남겼을지 알 수가 없는 일입니다. 어쨌든 그는 가장 뛰어난 가인이었다고 생각됩니다. 일부러 히토마로(人麻呂)나 아카히토(赤人)의 흉내를 내지 않았던 것은 물론이거니와 쓰라유키(實之)나 사다이에(定家)의 찌꺼기를 뒤적이는 일도 하지 않았습니다. 오직 자기의 자리에 우뚝 서서, 태산과 높이를 다투었으며 해와 달과 더불어 그 빛을 경쟁했던 점만 보아도 실로 두렵고 존경할 만 한 분으로서 자신도 모르게 머리가 숙여집니다. 예로부터 그를 가리켜 극히 평범한 사람이었다는 평이 전해 오고 있는데, 이는 틀림없이 잘못된 것으로 소생은 그가 호조 씨(北条氏)를 꺼려서 재주를 숨겼던 사람이거나 그렇지 않으면 대기만성형의 사람이었다고 생각됩니다. 흔히 다른 이들보다 뛰어나게 문학 · 기예 등에 통달했던 사람은 인간으로서의 지위가 보잘 것 없는 자리게 있는 것이 통례입니다만, 사네토모만은 전혀 예외의 인간이었음에 틀림없습니다. 그 이유를 말씀드리자면, 사네토모의 와카는 단지 솜씨가 뛰어났을 뿐만 아니라 역량과 위세와 견식이 있으며, 시대의 흐름에 물들지 않고 세상에 타협하지도 않았습니다. 이러한 점으로 미루어 그는 흔히 볼 수 있는 호사가들이나 지루한 와카만 부르던 귀족 가인들과는 아무래도 동일하게 평가하기 어려운 가인이었습니다. 훌륭한 식견을 가진 사람이 아니면 도저히 사네토모의 와카와 같이 힘찬 와카는 읊어 낼 수가 없습니다. 마부치(眞淵)는 무척이나 사네토모를 극찬한 사람이었지만 그의 찬사만으로는 아직 충분하지 않다고 생각됩니다. 그 이유는 마부치는 사네토모 와카의 가치를 반만 알고 다른 반을 몰랐었기에 그렇다고 생각합니다."

## 같이 보기
- 가마쿠라 막부
- 조큐의 난
- 금괴화가집